# One Shot One Kill - A colpo sicuro
One Shot One Kill - A colpo sicuro (Sniper) è un film del 1993 diretto da Luis Llosa e interpretato da Tom Berenger.

## Trama
Tom Beckett, marine esperto della guerriglia nella giungla dell'America centrale, è un cecchino con 74 uccisioni confermate al primo colpo nella sua carriera.
Beckett viene mandato a compiere una missione a Panama, dove il suo compito sarà quello di uccidere un probabile futuro presidente, un generale ribelle finanziato da un narcotrafficante. Le alte sfere dei servizi segreti U.S.A. gli mandano, in qualità di osservatore, ma incaricato di portare a termine la missione a tutti i costi, Richard Miller, un giovane civile, tiratore scelto con addestramento SWAT e medaglia d'argento alle Olimpiadi, ma poco avvezzo alla vita dura, senza la giusta esperienza militare e che non ha mai sparato per uccidere.
I due riusciranno nella missione nonostante gli accesi diverbi e l'inesperienza di Miller, costretto ad adeguarsi alle situazioni estreme in cui si troverà.

## Armi
- Nel film il personaggio di Beckett usa un fucile di precisione M40, mentre il personaggio di Miller ha un Heckler & Koch SR9T, evoluzione del fucile PSG1.

## Sequel
Il film One Shot One Kill - A colpo sicuro (Sniper) ha avuto diversi sequel:
- Sniper 2 - Missione suicida (2002)
- Sniper 3 - Ritorno in Vietnam (2004)
- Sniper 4 - Bersaglio mortale (2011)
- Sniper 5 - Fino all'ultimo colpo (2014)
- Sniper - Nemico fantasma (2016)
- Sniper - Scontro totale (2017)
- Sniper - La fine dell'assassino (2020)
- Sniper - Missione non autorizzata (2022)